# Acilacris kristinae
Acilacris kristinae är en insektsart som beskrevs av Naskrecki 1996. Acilacris kristinae ingår i släktet Acilacris och familjen vårtbitare. Inga underarter finns listade i Catalogue of Life.